# First Division (Malta) 1934/35
Die First Division 1934/35 war die 24. Spielzeit in der Geschichte der höchsten maltesischen Fußballliga. Meister wurde zum elften Mal der FC Floriana.

## Vereine
Im Vergleich zur Vorsaison nahmen die Ħamrun Spartans sowie die Sliema Rangers nach einem Jahr Unterbrechung, der FC Floriana nach drei Jahren, FC St. George’s nach vier Jahren, sowie der FC Marsa erstmals teil.

## Modus
Die Saison wurde in einer einfachen Runde ausgetragen. Für einen Sieg gab es zwei Punkte, für ein Unentschieden einen und für eine Niederlage keinen Punkt. Bei Punktgleichheit wurde um die Meisterschaft ein Entscheidungsspiel ausgetragen.

## Abschlusstabelle
| Pl. | Verein               | Sp. | S | U | N | Tore    | Quote | Punkte |
| --- | -------------------- | --- | - | - | - | ------- | ----- | ------ |
| 1.  | FC Floriana (N)      | 6   | 5 | 1 | 0 | 015:100 | 15,00 | 11:10  |
| 2.  | Sliema Wanderers (M) | 6   | 5 | 0 | 1 | 028:400 | 7,00  | 10:20  |
| 3.  | Hibernians Paola     | 6   | 4 | 1 | 1 | 015:300 | 5,00  | 09:30  |
| 4.  | Sliema Rangers (N)   | 6   | 2 | 1 | 3 | 011:150 | 0,73  | 05:70  |
| 5.  | FC St. George’s (N)  | 6   | 1 | 2 | 3 | 002:100 | 0,20  | 04:80  |
| 6.  | FC Marsa (N)         | 6   | 1 | 1 | 4 | 004:200 | 0,20  | 03:90  |
| 7.  | Ħamrun Spartans (N)  | 6   | 0 | 0 | 6 | 003:250 | 0,12  | 0:12   |

Platzierungskriterien: 1. Punkte – 2. Torquotient
| Zum Saisonende 1934/35:                                                                      |                                                                                           |
| Maltesischer Meister 1934/35: FC Floriana Maltesischer Pokalsieger 1934/35: Sliema Wanderers |                                                                                           |
|                                                                                              |                                                                                           |
| Zum Saisonende 1933/34:                                                                      |                                                                                           |
| (M)                                                                                          | Amtierender Meister: Sliema Wanderers                                                     |
| (N)                                                                                          | Neuaufsteiger: FC Floriana, Sliema Rangers, Qormi St. George’s, FC Marsa, Ħamrun Spartans |

## Kreuztabelle
| 1934/35          | FC Floriana | Sliema Wanderers | HIB | SRA | FC St. George’s | MAR | ĦAM  |
| ---------------- | ----------- | ---------------- | --- | --- | --------------- | --- | ---- |
| FC Floriana      |             | 2:1              | 0:0 | 4:0 | 2:0             | 7:0 | +:-  |
| Sliema Wanderers | –           |                  | 2:0 | 5:1 | 5:0             | 4:1 | 11:0 |
| Hibernians Paola | –           | –                |     | 3:1 | 3:0             | 2:0 | 7:0  |
| Sliema Rangers   | –           | –                | –   |     | 0:0             | 6:1 | 3:2  |
| FC St. George’s  | –           | –                | –   | –   |                 | 0:0 | 2:0  |
| FC Marsa         | –           | –                | –   | –   | –               |     | 2:1  |
| Ħamrun Spartans  | –           | –                | –   | –   | –               | –   |      |